# Arturo Zanichelli
Arturo Orlando Zanichelli (Mendoza, 27 de agosto de 1910 - Córdoba, 25 de mayo de 1964), apodado "el rengo", fue un político  y abogado argentino y quincuagésimo primer  Gobernador de Córdoba elegido constitucionalmente.

## Los primeros años
Nació el 27 de agosto de 1910 en Mendoza. A los veinte años se trasladó a la ciudad de Córdoba, donde en 1936 se graduó en la Facultad de Derecho y Ciencias Sociales. 
Adhirió a la Unión Cívica Radical y ese mismo año, fue designado Director del Departamento Provincial de Trabajo, integró la línea principal de funcionarios de Amadeo Sabattini y Santiago del Castillo. Luego, desempeñó funciones en el Ministerio de Hacienda. Electo senador provincial en 1946, ocupó el cargo por espacio de un año. Entre 1949 y 1952 fue nuevamente senador provincial. En la elección general del 11 de noviembre de 1951 se presenta como candidato a Vicegobernador de Córdoba, secundando a Arturo Illia, pero resultó vencedor el candidato justicialista, Raúl Felipe Lucini.
En 1953 es elegido presidente del Comité Capital de la Unión Cívica Radical. Fue candidato a Diputado de la Nación Argentina en las elecciones del 25 de abril de 1954, pero no resultó elegido.

## Derrocamiento del peronismo y división del radicalismo
Producido el Golpe de Estado contra el gobierno peronista, autodenominado Revolución Libertadora, el 21 de septiembre de 1955 el General de División (RE) Eduardo Lonardi pone en funciones al General Dalmiro Videla Balaguer a cargo del intervenido Poder Ejecutivo de facto de Córdoba. Este será reemplazado el 15 de diciembre del mismo año por el Comodoro Medardo Gallardo Valdez.

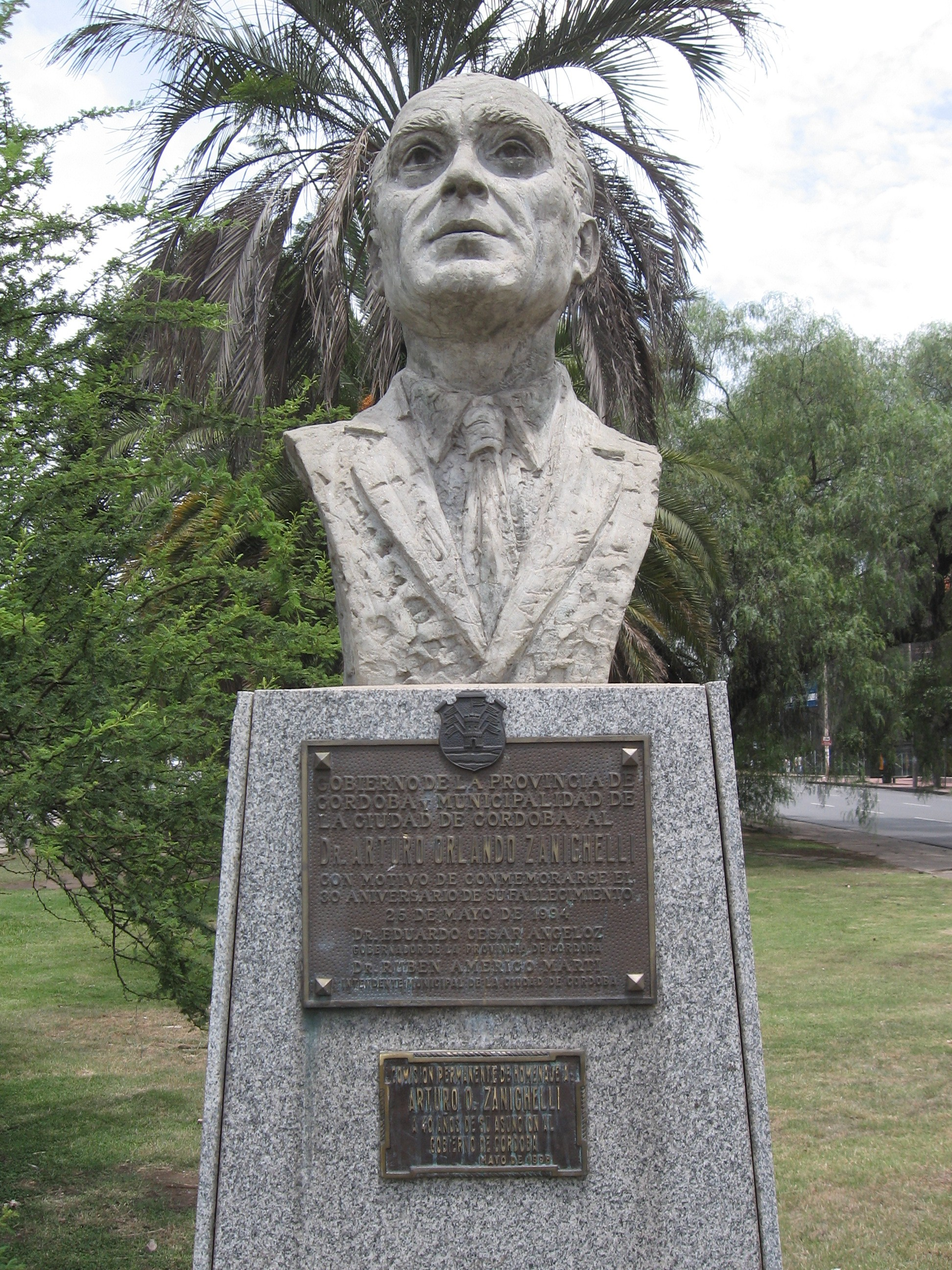
Busto del gobernador Zanichelli en la plazoleta del mismo nombre, frente a Plaza España en la ciudad de Córdoba.

 El 27 de abril de 1956, el presidente de facto Pedro Eugenio Aramburu declaró vigente la Constitución de 1853 y todas sus reformas con exclusión de la de 1949, que quedaba así derogada. Las provincias debieron igualmente volver atrás y en Córdoba quedó vigente la Constitución de 1923 por disposición del Decreto-Ley 3718.
A pesar de los esfuerzos del dictador Aramburu, una importante masa de votantes argentinos seguía leal a Juan Domingo Perón y respondía a directivas enviadas por éste a través de su organización clandestina. En ese marco político, surgió un formidable movimiento de oposición política al gobierno militar que trataba de capitalizar el descontento del electorado peronista para promover la candidatura a presidente de la República de Arturo Frondizi. Aunque los dirigentes y militantes radicales partidarios del excandidato a Vicepresidente de la Nación Argentina habían aceptado en un primer momento el reemplazo de Eduardo Lonardi por el General Pedro Eugenio Aramburu y su sector seguía representado en la Junta Consultiva Nacional, aun después de las ejecuciones de junio de 1956.
La plataforma de difusión política fue el semanario "Qué", cuyas editoriales y columnas incluían colaboraciones de ex simpatizantes de Perón, en cuya tapa del primer número del 29 de febrero de 1956 apareció la fotografía de Arturo Frondizi. Desde allí se atacaron las decisiones políticas del gobierno militar al que calificaron de instrumento retrógrado de la oligarquía y de los intereses económicos internacionales. Cuestionaron a Aramburu por sus actos punitivos contra los peronistas, sobre informaciones de tortura por parte de agentes del Estado argentino y las ejecuciones de junio de 1956, y se incluyeron peticiones al gobierno para que liberara a prisioneros políticos y gremialistas. Además atacaba al gobierno por medidas económicas que favorecían a los grandes productores agropecuarios -en especial los círculos ganaderos- en detrimento de la industria, y por los planes de vender el dominio argentino sobre las fuentes naturales de energía.
El sistema de partidos políticos se hallaba en profunda crisis por la irreconciliable separación entre los antiperonistas y los no peronistas, que ahora competían por la conquista del electorado mayoritario sin representación que no incluía al peronismo, que había sido declarado ilegal y cuyos bienes habían sido incautados por orden del gobierno militar. Por disposición de los decreto-leyes 3855/55, 4161/56 y 4258/56, se llegó al extremo de establecer la prohibición de mención o publicación de nombres, símbolos, imágenes y palabras que fueran sinónimos del movimiento político peronista. Además, los individuos que hubieran sido funcionarios, agentes designados o responsables de la organización partidaria del peronismo fueron declarados "inhábiles" para ocupar cargos públicos o actuar en cargos partidarios hasta una fecha que fijaría el próximo gobierno constitucional.
El radicalismo se debatía internamente entre quienes propugnaban la extinción total de peronismo y apoyaban al gobierno dictatorial -balbinistas, unionistas y los intransigentes sabattinistas de Córdoba-; y los que postulaban una suerte de "peronismo sin Perón" -los frondizistas-. La Convención Nacional del Radicalismo, celebrada en San Miguel de Tucumán el 9 de noviembre de 1956, proclamó la candidatura presidencial de Arturo Frondizi. En ese contexto, se produjo la división del radicalismo entre la UCRP, sector antiperonista liderado por el excandidato presidencial Ricardo Balbín, y la UCRI, sector no peronista liderado por Frondizi. Al conformarse el Comité Provincial de la UCRI en Córdoba, Arturo Zanichelli, que pertenecía a la facción interna minoritaria del radicalismo, se incorporó a esta fuerza política. En diciembre de 1958 el gobierno de facto impone el Plan de Estabilización en consonancia con el crédito Stand-by del Fondo Monetario Internacional que limita los aumentos salariales, con la inflación fue avanzando sobre el tope pactado con los bancarios, el conflicto fue inevitable, siendo la provincia más afectada Córdoba.

## Elecciones de 1958: Zanichelli gobernador
El 15 de noviembre de 1957, el Decreto oficial  convocaba a elecciones generales para el 23 de febrero de 1958, En Córdoba, la Unión Cívica Radical Intransigente celebró una elección interna que dirimieron las fracciones lideradas por Arturo Zanichelli y el escribano Ángel Reale, enfrentando al Senador departamental Julio Brouwer de Koning. Realizados los comicios generales, Zanichelli —con el beneficio de los votos peronistas— se impuso con 359.528 votos (41,99%) sobre el candidato de la UCRP, Eduardo Gamond con 309.218 votos (36,11%). A fines de 1957 la dictadura militar convocó a elecciones sindicales con la intención de terminar con el sindicalismo peronista.
Pero los peronistas, en muchos casos en alianza con los comunistas, volvieron a ganar la mayoría de los sindicatos. La CGT entonces permaneció intervenida lo que agravó el conflicto sindical que tenía como uno de los epicentro la provincia de Córdoba-
Asumió la titularidad del Poder Ejecutivo de Córdoba el 1 de mayo de 1958. La sede del Gobierno funcionaba en el cuarto piso del Correo, en la esquina de General Paz y Colón. A poco de instalarse allí, Zanichelli  decidió mudarla al edificio del Hogar de Ancianos  levantado por la Fundación Eva Perón en 1954  en el barrio de Nueva Córdoba. La familia Zanichelli, que residía en una casona sobre el bulevar Castro Barros al 300, se instaló en uno de los chalés levantados en el extenso predio de la nueva sede gubernativa.
En julio de 1958, Zanichelli inauguró la nueva Casa de Gobierno provincial, en el edificio que a partir de entonces fue llamado "Casa de las Tejas". En diciembre de 1958 el gobierno impone el Plan de Estabilización en consonancia con el crédito Stand-by del Fondo Monetario Internacional. Según el Plan, los aumentos salariales debían ser postergados, la inflación siguió al alza por lo que el conflicto social fue inevitable. Las huelgas se sucedieron durante agosto a noviembre de ese año afectando especialmente a Córdoba, donde se sumaro pequeños chacareros afectados por el fuerte aumento del inmobiliario rural, Frondizi anunció que se convocaría a personal militar para realizar las tareas, para lo cual el ministerio de Defensa ordenó a todo el personal en situación de retiro que actualizara sus domicilios en un plazo no mayor de 72 horas. Durante esta época la provincia debió enfrentar una delicada situación económica sin capacidad de recaudación, con un alto nivel de evasión impositiva y dependiente de los aportes nacionales, sumado al delicado estado del Banco de Córdoba.1 Durante la última parte de su gobernación se produjeron numerosos conflictos, sobre todo en el ámbito de la administración pública, que tenía un fuerte peso en la estructura de población económicamente activa. Diversos gremios sostuvieron un prolongado enfrentamiento con Zanichelli el congelamiento salarial a los docentes decretado por el gobernador desató las protestas de los gremios docentes e inició un largo conflicto que dejó 73 jornadas de clases perdidas en paros docentes semanales sucesivos de 72 horas o más y, entre otras medidas.1 El incremento del gasto público no tuvo correlato con el crecimiento real de la actividad económica y la recaudación, forzando al endeudamiento público que asumió progresivamente la forma de crisis fiscal. La caída de la actividad industrial sumada al levantamiento de vías férreas perjudicaron al interior provincial
Debió enfrentar numerosas huelgas de médicos, magistrados y empleados del Poder Judicial, los trabajadores bancarios, recordada como la Huelga bancaria de 1959 —aunque derivada de un conflicto con el gobierno nacional, fue la más extensa de todas— y la Policía, como consecuencia de la derogación de la constitución de 1949, la supresión de organismos administrativos, cesantías dispuestas sin sumarios previos y las detenciones de dirigentes gremiales. Los empleados y policías rebeldes fueron sometidos a movilización militar. El costo político en términos de pérdida de autoridad fue enorme. Los adversarios políticos del gobernador se valieron de la controversia racial y acusación de encubrimiento político en torno a un caso criminal, conocido como "la masacre de los Yalovetzky", el cuádruple homicidio de un matrimonio y sus dos hijos, propietarios de una almacén en el barrio San Martín de la ciudad de Córdoba, barrio de residencia de la Familia Zanichelli, ocurrido el 29 de mayo de 1959. 
Con frecuencia, Zanichelli se sentía resentido en su salud, por lo que el vicegobernador Reale debió remplazarlo en distintas oportunidades. Su gobierno coincidió con el marco de fuertes protestas estudiantiles contra el gobierno de Arturo Frondizi, que concentraron a 20.000 estudiantes.
Paro policial: los primeros roces entre el gobernador y la cúpula policial y la IV División de Ejército databan de septiembre de 1958. En aquel entonces, una huelga de la policía provincial -motivada por la sepa ración de sus cargos de funcionarios incorporados a partir del golpe de Estado de septiembre de 1955, algunos de ellos vinculados a la UCRP- desembocó en la designación del Tte. Cnel. Juan Caro Sánchez, hasta ese momento jefe de cuerpo en la Escuela de Infantería, como interventor en la policía de Córdoba. El nuevo titular  entregó un documento al Cdte. de la Ivª División de Ejército, Cnel. R. Fraga,en el que acusaba al gobernador de haber entregado armas a "milicias civiles adictas" para sustituir a la policía en los días iniciales de la huelga.
El primer semestre de 1959 puso punto final a las expectativas de aquellos sectores progresistas que habían llamado a votar a Frondizi. En enero, la implementación de un duro plan de estabilización económica y austeridad, el conjunto de la dirigencia gremial fue encarcelada, mientras que las universidades fueron intervenidas y cualquier protesta social acallada. La pronta incorporación de
Álvaro Alsogaray al gabinete nacional, quien llegó a detentar simultáneamente las carteras de economía y trabajo, marcó la creciente dureza que el gobierno nacional comenzó a exhibir contra el peronismo. Con motivo de los comicios para la renovación parcial de las legislaturas provinciales, el PJ fue excluido de la arena electoral junto von varios partidos neoperonistas y de izquierda.
El gobernador Zanichelli fue uno de los blancos predilectos de Ossorio Arana, quien proclamó entre sus objetivos el alejamiento de los puestos claves de todos los
funcionarios de inclinación "marxista, comunista o peronista" y la "intervención a las
provincias más castigadas. Arturo Ossorio Arana, exdirector de la Escuela de Artillería y figura central del golpe de Estado de 1955 en Córdoba, se trasladó a la provincia con la intención debilitar a Zanicheli

## La voladura de la Shell-Mex
El 16 de febrero de 1960 visitaban Córdoba el ministro de Economía Álvaro Alsogaray y el secretario de Guerra, general Rodolfo Larcher. Ese mismo día explotaron los depósitos de nafta que la empresa estadounidense Shell-Mex tenía en el barrio cordobés de San Fernando, en cercanías del ramal ferroviario tendido hacia la ciudad de Malagueño. Murieron 15 personas y hubo más de 20 heridos. La conmoción nacional fue muy grande. Toda la prensa lo calificó como "un atentado terrorista", y generalmente se afirmó que había sido promovido, dirigido y realizado por grupos peronistas, con apoyo del gobierno de la provincia. Sin embargo, nunca se probó fehacientemente que fuera un atentado y no un accidente técnico, y las personas que fueron arrestadas por el hecho fueron sobreseídos tras 19 meses de encierro —que incluyó torturas— y no hubo ninguna persona condenada por su eventual autoría.
Frente a "la voladura de la Shell-Mex", como se denominó al hecho, el Ejército, en virtud del Plan de Conmoción Interna del Estado (Plan Conintes), tomó las riendas del caso por encima de los poderes constitucionales de la República y se creó un Consejo de Guerra Especial presidido por el coronel Juan Carlos Sánchez. Se anunció que se aplicaría la pena de muerte y se establecieron "zonas militares", justificadas para "tiempos de guerra". Anteriormente, en 1958, el coronel Sánchez había acusado a Zanichelli —en un informe presentado al Comando en Jefe del Ejército— de "promover la formación de milicias civiles adictas, integradas por peronistas e izquierdistas". En marzo de 1959, un informe de la inteligencia militar que el comandante en jefe del Ejército entregó al presidente Arturo Frondizi (conocido como Informe Conintes o Informe Landa), había reiterado la acusación.
Paralelamente, los militares detuvieron a los máximos dirigentes del peronismo cordobés, entre ellos, Raúl Bercovich Rodríguez, Armando Andruet y Julio Antún y se detuvo a numerosos dirigentes sindicales que nada tenían que ver con el presunto atentado.
En el ámbito político, la derecha acusó abiertamente a Zanichelli del atentado a la Shell. El Partido Cívico lndependiente de Córdoba recordó que ya había denunciado, meses atrás, que la provincia estaba en manos del "hampa y los criminales" y que el propio departamento provincial del trabajo era un "instrumento sometido al capricho de los agitadores ". Asimismo, Jorge Maldonado, secretario del comité
central del Partido Demócrata, afirmaba que los culpables del atentado debían ser buscados en "los sectores integracionistas, tan solicitados en sus voros por el señor gobernador para los próximos comicios, con quienes pacta entrevistas desconcertantes a cambio de sufragios" .
Por su parte, los partidarios del gobernador de Córdoba tenían otra hipótesis sobre la voladura de la Shell-Mex: era una operación militar destinada a derribar a Zanichelli. Al respecto, el diputado provincial Héctor González advertía en una sesión legislativa de entonces: 

Los servicios de información secreta del Ejército, el famoso Side y otros más (...) se han convertido en organismos judiciales y fiscales al margen de la Constitución, y  entran en el terreno político. Aceptar que los informes de organismos del Ejército puedan servir para enjuiciar a un gobierno civil sería dar validez a lo que podríamos llamar nuevo tipo de golpe de Estado.

[cita requerida]
El desgaste político y la paulatina licuación de poder de la gestión Zanichelli fue tan importante que, en la elección legislativa del 27 de marzo de ese año, apenas poco más de un mes después de aquel incidente, obtuvo mayoría la Unión Cívica Radical del Pueblo.
Un Juez de Instrucción, Héctor A. Gilly, ordenó la detención de los ocho presuntos autores, todos ellos militantes de la inorgánica resistencia peronista, y los imputó por el delito de asociación ilícita. [cita requerida]
El 22 de abril, el coronel Sánchez solicitó por nota al juez Gilly la entrega de los detenidos, sin aclarar por cuánto tiempo ni dónde los alojaría. Pero éste este rechazó el requerimiento, afirmando que en tales condiciones "la negativa es, pues, inevitable". Sánchez no admitió la respuesta del juez, y dos días después envió los comandos de la Escuela de Tropas Aerotransportadas, al mando del mayor Manuel H. Pomar, a la Cárcel de Encausados de Córdoba y los sustrajo por la fuerza.
De inmediato, el juez de Instrucción puso en conocimiento del hecho al Tribunal Superior de Justicia, presidido por Antonio de la Rúa, padre de Fernando de la Rúa. El máximo tribunal emitió una histórica acordada el 26 de abril de 1960, mediante la cual respaldó en forma categórica la jurisdicción del juez civil para entender en la cuestión de las "actividades subversivas", no obstante la vigencia del Decreto 2639/60 del Poder Ejecutivo Nacional, que se la confería a las autoridades militares a través del Plan Conintes. Entre otras cosas, sostuvo el TSJ en su decisión: 

Que durante la vigencia del estado de sitio el gobierno federal no puede interferir por sí o por intermedio de autoridad que le esté subordinada, el normal ejercicio del Poder Judicial de la provincia que en el presente caso, el ejercicio legítimo de la jurisdicción de un juez local ha sido interferido por la autoridad militar. Que el acto cumplido implica prácticamente el más terminante arrogamiento de jurisdicción y el total desconocimiento de la del juez de la provincia al margen del debido procedimiento legal, con la consecuencia inadmisible de la más drástica intervención militar en la vida civil local (...) Que a este Tribunal le corresponde velar por los fueros de la jurisdicción local y promover su defensa por la vía constitucional.

El Vocal Esteban Gorriti pronunció la frase más contundente: 

Sólo una mente trasnochada pudo haber creído que en estos tribunales encontraría furrieles en lugar de magistrados.

Paralelamente al descontento social se sumaba la creciente tenfencia autoritaria del régimen de Frondizi con el arresto de miles de dirigentes estudiantiles gremiales y universitarios, la censura, la intervención de universidades nacionales y el cercenamiento de libertades básicas
Afectado en su salud, Zanichelli presentó su renuncia a la gobernación el 27 de abril de 1960, pero la misma no fue tratada por la Legislatura provincial.
Remitida de urgencia la causa de los detenidos a la Corte Suprema de Justicia de la Nación Argentina, esta dio la razón al Tribunal Superior el 29 de abril y ordenó al juez militar la restitución de los detenidos al juez civil, dentro del plazo de tres días.

## La Intervención Federal a Córdoba
En enero de 1960, Zanichelli concretó -junto con el gobernador de Mendoza- uno de sus últimos desafíos a la autoridad
de Frondizi, cuando cuestionó el proyecto de Ley de Energía enviado por éste al Congreso Nacional.
El 12 de mayo de 1960, el Comunicado N.º 3 del Comando en Jefe del Ejército, firmado por Carlos Toranzo Montero y ampliamente difundido por los medios, no solo acusaba a Zanichelli de complicidad, sino que lo responsabilizaba de "organizar y armar grupos terroristas". El conservador Partido Demócrata de Córdoba y el Partido Cívico Independiente —que respondía al ministro Alsogaray— también responsabilizaron al propio gobernador en sintonía con la acusación militar.
La Junta de Comandantes de las Fuerzas Armadas exigió al presidente Frondizi la intervención federal a los tres poderes de la Provincia de Córdoba, aduciendo que el gobierno de Zanichelli era incapaz de enfrentar la amenaza terrorista. Frente al peligro cierto de ser él mismo derrocado en caso de no acceder, Frondizi cedió, una vez más, a la presión militar y envió al Senado el proyecto de ley de intervención. “Vengo a ver cómo me degüellan mis amigos”, fueron las inolvidables palabras pronunciadas por el gobernador Zanichelli mientras presenciaba la votación de la ley intervencionista en el Congreso de la Nación Argentina.
La intervención federal se hizo efectiva el 15 de junio de 1960, cuando Zanichelli debió entregar al gobierno al interventor Juan Francisco de Larrechea, ligado al ministro Álvaro Alsogaray.

## Diputado de la Nación y muerte
A pesar de sus malas condiciones de salud, fue elegido Diputado de la Nación Argentina en la elección general del 7 de julio de 1963 en representación de la minoría. No llegó a completar su mandato: falleció el 25 de mayo de 1964.

## Historia Electoral

### Elecciones Senador Provincial de 1946
| Capital 3 Senadores   | Capital 3 Senadores                      | Capital 3 Senadores | Capital 3 Senadores | Capital 3 Senadores | Capital 3 Senadores                        |
| Partido               | Partido                                  | Votos               | %                   | Bancas              | Candidatos a Senador                       |
| --------------------- | ---------------------------------------- | ------------------- | ------------------- | ------------------- | ------------------------------------------ |
|                       | Partido Laborista - UCR Junta Renovadora | 31.953              | 46,29               | 2/3                 | - Antonio Llorens - Federico de Uña        |
|                       | Unión Cívica Radical                     | 25.125              | 36,40               | 1/3                 | - Arturo Zanichelli - José de la Peña      |
|                       | Partido Demócrata                        | 9.831               | 14,24               | 0/2                 | - Edmundo Tolosa - E. Martínez Paz         |
|                       | Partido Comunista                        | 1.421               | 2,06                | 0/2                 | - Isaac Blatt - Luis F. Sánchez            |
|                       | Partido Socialista                       | 693                 | 1,00                | 0/3                 | - Ceferino Garzón Maceda - Ricardo Vizcaya |
| Votos positivos       | Votos positivos                          | 69.023              | 98,65               |                     |                                            |
| Votos en blanco       | Votos en blanco                          | 694                 | 0,99                |                     |                                            |
| Votos nulos           | Votos nulos                              | 207                 | 0,30                |                     |                                            |
| Votos observados      | Votos observados                         | 46                  | 0,07                |                     |                                            |
| Participación         | Participación                            | 69.970              | 84,73               |                     |                                            |
| Electores registrados | Electores registrados                    | 82.576              | 100                 |                     |                                            |

### Elecciones Senador Provincial de 1948
| Capital 3 Senadores | Capital 3 Senadores  | Capital 3 Senadores | Capital 3 Senadores | Capital 3 Senadores | Capital 3 Senadores                          |
| Partido             | Partido              | Votos               | %                   | Bancas              | Candidato a senador                          |
| ------------------- | -------------------- | ------------------- | ------------------- | ------------------- | -------------------------------------------- |
|                     | Partido Peronista    | 46.428              | 56,69               | 2/3                 | - Federico de Uña - Atilio Antinucci         |
|                     | Unión Cívica Radical | 30.844              | 37,66               | 1/3                 | - Arturo Zanichelli - Ángel de Simone        |
|                     | Partido Demócrata    | 3.642               | 4,45                | 0/1                 | - Felipe A. Yofre - Enrique Martínez Paz (h) |
|                     | Partido Comunista    | 979                 | 1,20                | 0/1                 | - Carlos R. Pérez - Jesús H. Manzanelli      |
|                     |                      |                     |                     |                     |                                              |
| Votos positivos     | Votos positivos      | 81.893              |                     |                     |                                              |

### Elecciones Gobernador y Vice de Córdoba 1951
|  | 51,98 % |

|  | 43,08 % |

|  | 4,94 % |

|  | 97,80 % |

|  | 2,20 % |

|  | 100 % |

|  | 90,62 % |

### Elecciones Gobernador y Vice de Córdoba 1958
|  | 43,26 % |

|  | 37,21 % |

|  | 10,16 % |

|  | 6,86 % |

|  | 1,29 % |

|  | 1,21 % |

|  | 92,24 % |

|  | 5,39 % |

|  | 2,37 % |

|  | 100 % |

|  | 91,60 % |

## Espacios de homenaje y recuerdo
En la Provincia de Córdoba, distintos espacios y establecimientos públicos llevan el nombre del gobernador Arturo Zanichelli: 
- central termoeléctrica ubicada en Pilar.
- Puente Zanichelli, sobre el cruce de la calle Santa Fe y Avenida Ramón Mestre (Costanera Norte) ciudad de Córdoba.
- Plazoleta Arturo Zanichelli -Frente a la rotonda de la Plaza España - ciudad de Córdoba.[cita requerida]
- Avenida de ingreso a la Ciudad de Deán Funes, hasta 2012, cuando le cambiaron el nombre a "Presidente Kirchner".
- Pasaje Gobernador Arturo Zanichelli San Francisco.
- Escuela Municipal Gobernador Doctor Arturo Zanichelli. Pertenece a la educación pública estatal, Jardín de Infantes Nivel Inicial, EGB1 y EGB2, Educación para Adultos, Primaria para Adultos -dirección: Alfonsina Storni 1300 Barrio Parque Liceo, Tercera Sección- (CP: 5019) ciudad de Córdoba.[cita requerida]